# امکولا
امکولا (به انگلیسی: Amkula) یک منطقهٔ مسکونی در هند است که در بنگال غربی واقع شده‌است.

## خصوصیات
امکولا ۵٬۹۳۶ نفر جمعیت دارد.